# Circulaire de l'Union astronomique internationale
Les circulaires de l'Union astronomique internationale (en anglais International Astronomical Union Circulars), en abrégé IAUC, sont des messages gérés par l'Union astronomique internationale par l'intermédiaire du bureau central des télégrammes astronomiques visant à alerter les astronomes du monde entier d'événements astronomiques récents ou nécessitant une attention particulière tels des comètes, novae ou supernovae. Après avoir été distribuées sous format papier, elles sont désormais presque exclusivement distribuées sous format électronique. 
À l'époque de la distribution sous forme papier, les circulaires n'étaient jamais distribuées durant le week-end pour des raisons liées à la difficulté de trouver un imprimeur. Le passage à des circulaires émises le week-end a coïncidé avec la généralisation de la télématique à la fin des années 1980. Pour l'anecdote, l'effervescence suscitée par la supernova SN 1987A en février 1987 a grandement contribué au passage à une diffusion électronique, cet événement astronomique ayant donné lieu à un flot continu de circulaire tous les jours de la fin du mois de février 1987.